# Жлебина
Жлебина (хрв. Žlebina) је насељено место у општини Градина, Вировитичко-подравска жупанија, Хрватска.

## Историја
До територијалне реорганизације у Хрватској била је у саставу старе општине Вировитица.

## Становништво
У попису становништва из 2011. године, Жлебина је имала 315 становника.
| Број становника према пописима | Број становника према пописима | Број становника према пописима | Број становника према пописима | Број становника према пописима | Број становника према пописима | Број становника према пописима | Број становника према пописима | Број становника према пописима | Број становника према пописима | Број становника према пописима | Број становника према пописима | Број становника према пописима | Број становника према пописима | Број становника према пописима | Број становника према пописима |
| ------------------------------ | ------------------------------ | ------------------------------ | ------------------------------ | ------------------------------ | ------------------------------ | ------------------------------ | ------------------------------ | ------------------------------ | ------------------------------ | ------------------------------ | ------------------------------ | ------------------------------ | ------------------------------ | ------------------------------ | ------------------------------ |
| 1857                           | 1869                           | 1880                           | 1890                           | 1900                           | 1910                           | 1921                           | 1931                           | 1948                           | 1953                           | 1961                           | 1971                           | 1981                           | 1991                           | 2001                           | 2011                           |
| 70                             | 215                            | 170                            | 356                            | 340                            | 383                            | 381                            | 725                            | 914                            | 918                            | 832                            | 667                            | 536                            | 499                            | 374                            | 315                            |

Напомена: До 1921. исказивано као део насеља. Године 2001. повећано за подручје насеља Мајковац Подравски које је престало да постоји. Од 1869. до 1991. садржи податке за то некадашње насеље.

### Попис1991.
У попису становништва из 1991. године, Жлебина је имала 177 становника, следећег националног састава:
| Попис 1991.‍ | Попис 1991.‍ | Попис 1991.‍ | Попис 1991.‍ | Попис 1991.‍ |
| ----------- | ----------- | ----------- | ----------- | ----------- |
|             |             |             |             |             |
| Хрвати      | Хрвати      |             | 130         | 73,44%      |
| Срби        | Срби        |             | 37          | 20,90%      |
| Муслимани   | Муслимани   |             | 8           | 4,51%       |
| Југословени | Југословени |             | 1           | 0,56%       |
| Мађари      | Мађари      |             | 1           | 0,56%       |
| укупно: 177 |             |             |             |             |